# Leopold Arzt
Leopold Arzt (* 16. März 1883 in Wien; † 20. Mai 1955 ebenda) war ein österreichischer Mediziner und Hochschullehrer.

## Leben
Arzts Vater war Zentralinspektor der österreichischen Staatsbahnen. Leopold Arzt besuchte das Gymnasium Kalksburg, wo er 1902 maturierte. Anschließend studierte er Medizin an der Universität Wien und wurde 1908 promoviert. Ab 1902 war er Mitglied der katholischen Studentenverbindung KaV Norica Wien. Er habilitierte sich 1915 für Dermatologie und Syphilidologie.
Im Ersten Weltkrieg diente er als Stabsarzt und wurde im Jahre 1917 mit der Preußischen Roten Kreuz-Medaille ausgezeichnet.
Arzt war als Assistent am Pathologischen Institut der Allgemeinen Poliklinik, als Operationszögling an der Klinik Hochenegg und als Assistent an der Klinik für Dermatologie tätig.
1926 wurde er zum Professor an der Universität Wien ernannt. Er war Vorstand der Universitätsklinik für Haut- und Geschlechtskrankheiten, mehrmals Dekan der Medizinischen Fakultät und 1936/37 Rektor der Universität.
Im autoritären Ständestaat war Arzt von 1. November 1934 bis 12. Dezember 1938 Mitglied im Bundeskulturrat und von diesem in den Bundestag entsandt. Arzt war ein persönlicher Freund von Engelbert Dollfuß. Außerdem war er Mitglied in dem antisemitischen Geheimbund Deutsche Gemeinschaft, in dem Christlichsoziale und Deutschnationale bis 1930 Postenschacher in großem Stile betrieben hatten.
Nach dem „Anschluss“ Österreichs wurde er auch wegen seiner Unterstützung des Regimes Dollfuß und Schuschnigg entlassen und inhaftiert. Nach Ende des Zweiten Weltkrieges kehrte er in seine Ämter zurück. Leopold Arzt spielte eine wichtige Rolle bei der Wiedergründung der Gesellschaft der Ärzte in Wien nach dem Zweiten Weltkrieg. 1954 trat er in den Ruhestand.

## Schriften (Auswahl)
- als Hrsg. mit Karl Zieler: Die Haut- und Geschlechtskrankheiten. Eine zusammenfassende Darstellung für die Praxis in 5 Bänden. Urban & Schwarzenberg, Wien 1934.
- Allgemeine Dermatologie. Urban & Schwarzenberg, Wien 1934.